# Élections régionales et municipales péruviennes de 2018
Les élections régionales et municipales péruviennes de 2018 se tiennent le 7 octobre 2018 au Pérou.